# Lee Remick
Lee Ann Remick (Quincy, 14 dicembre 1935 – Los Angeles, 2 luglio 1991) è stata un'attrice statunitense.

## Biografia
Lee Ann Remick nacque a Quincy, nel Massachusetts il 14 dicembre 1935.
Studiò al Barnard College, poi si dedicò alla danza e debuttò come attrice in televisione nel 1953, a soli 17 anni, in un episodio del telefilm Armstrong Circle Theatre. Nello stesso anno esordì anche a Broadway. Lavorò in sceneggiati e programmi tv fino al 1956. L'anno dopo debuttò nel cinema — senza abbandonare l'attività televisiva — con Un volto nella folla (1957) di Elia Kazan.
Nel 1958 fu accanto a Paul Newman e Joanne Woodward ne La lunga estate calda di Martin Ritt, adattamento di tre novelle di William Faulkner, e ottenne la consacrazione a grande star grazie al ruolo di apparente vittima di uno stupro in Anatomia di un omicidio (1959) di Otto Preminger. Fu fatto il nome della Remick anche per Something's Got to Give (1962), l'ultimo film di Marilyn Monroe, rimasto incompiuto, ma il protagonista maschile Dean Martin si oppose, caldeggiando il ritorno sul set della Monroe, appena licenziata e prossima alla morte. 
La sua carriera proseguì con grandi titoli come Fango sulle stelle (1960) di Elia Kazan, con Montgomery Clift, I giorni del vino e delle rose (1962) di Blake Edwards, film per il quale ebbe una candidatura all'Oscar per il ruolo di moglie alcolizzata di Jack Lemmon. Nel 1964 recitò a Broadway nella prima del musical Anyone Can Whistle accanto ad Angela Lansbury; tornò a Broadway l'anno dopo nel dramma Wait Until Dark, per cui ottenne una candidatura al Tony Award alla miglior attrice protagonista in un'opera teatrale. Successivamente tornò a dedicarsi al cinema, recitando ne La carovana dell'alleluia (1965) di John Sturges, con Burt Lancaster, Inchiesta pericolosa (1968) di Gordon Douglas, Non si maltrattano così le signore (1968) di Jack Smight, Uno sporco contratto (1969) di S. Lee Pogostin, in coppia con James Coburn.
Nel 1970 si trasferì in Gran Bretagna, dove girò parecchi altri film, tra cui Un equilibrio delicato (1973) di Tony Richardson, Il presagio (1976) di Richard Donner, un cult movie del genere horror con Gregory Peck, Telefon (1977) di Don Siegel, insieme a Charles Bronson, Il tocco della medusa (1978) di Jack Gold, accanto a Richard Burton. Dagli anni ottanta la sua attività televisiva si fece più intensa e ricca di titoli di famosi sceneggiati e film tv. Tra il 1974 e il 1980 collezionò 5 candidature ai premi Emmy. Nel 1980 tornò a recitare con Jack Lemmon in Tribute - Serata d'onore di Bob Clark. Nel 1985 cantò per l'ultima volta in un musical, Follies di Stephen Sondheim, in un adattamento concertistico al Lincoln Center con Carol Burnett, Mandy Patinkin, Barbara Cook ed Elaine Stritch. Apparve l'ultima volta sul grande schermo in 1942: i 15 anni di Emma (1986) di Clytie Jessop. Nel 1988 formò una propria compagnia di produzioni cinematografiche con Peter K. Duchow e James Garner, con il quale aveva recitato in Letti separati (1963) di Arthur Hiller.
Malata di cancro al fegato e ai reni, Lee Remick apparve per l'ultima volta in pubblico il 29 aprile 1991 per inaugurare la propria stella sulla Hollywood Walk of Fame di Los Angeles, categoria cinema, al 6104 di Hollywood Boulevard. Durante la cerimonia, fu sostenuta dall'amico Jack Lemmon. Aveva scoperto la malattia nel 1989, mentre girava in Francia il film televisivo Una vacanze nera. Morì il 2 luglio 1991, a Los Angeles, a 55 anni, venendo poi cremata. Al funerale furono presenti, tra gli altri, Elizabeth Taylor, Jack Lemmon e Gregory Peck. Questi ultimi pronunciarono le omelie funebri, mentre i figli della diva cantarono una canzone da uno dei musical che aveva interpretato a Broadway, Anyone Can Whistle.

## Vita privata
Convinta sostenitrice del Partito Democratico statunitense, amica di John e Robert Kennedy, fu sposata dal 1957 al 1968 con il regista Bill Colleran, da cui ebbe due figli, Kate (nata nel 1959) e Matt (nato nel 1961), divenuto musicista rock e paroliere. Nel 1970 sposò il produttore Kip Gowans, a cui fu legata fino alla propria morte e con cui lavorò in numerosi film tv, tra cui Donne (1980), e Lo specchietto retrovisore (1984).

## Filmografia

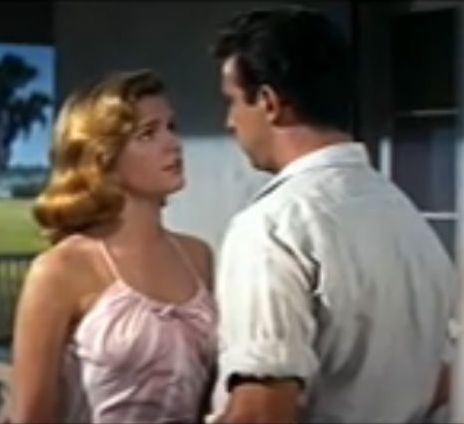
La Remick con Anthony Franciosa nel film La lunga estate calda (1958)

### Cinema
- Un volto nella folla (A Face in the Crowd), regia di Elia Kazan (1957)
- La lunga estate calda (The Long, Hot Summer), regia di Martin Ritt (1958)
- Il re della prateria (These Thousand Hills), regia di Richard Fleischer (1959)
- Anatomia di un omicidio (Anatomy of a Murder), regia di Otto Preminger (1959)
- Fango sulle stelle (Wild River), regia di Elia Kazan (1960)
- Il grande peccato (Sanctuary), regia di Tony Richardson (1961)
- Operazione terrore (Experiment in Terror), regia di Blake Edwards (1962)
- I giorni del vino e delle rose (Days of Wine and Roses), regia di Blake Edwards (1962)
- Un buon prezzo per morire (The Running Man), regia di Carol Reed (1963)
- Letti separati (The Wheeler Dealers), regia di Arthur Hiller (1963)
- L'ultimo tentativo (Baby the Rain Must Fall), regia di Robert Mulligan (1965)
- La carovana dell'alleluia (The Hallelujah Trail), regia di John Sturges (1965)
- Non si maltrattano così le signore (No Way to Treat a Lady), regia di Jack Smight (1968)
- Inchiesta pericolosa (The Detective), regia di Gordon Douglas (1968)
- Uno sporco contratto (Hard Contract), regia di S. Lee Pogostin (1969)
- Loot, regia di Silvio Narizzano (1970)
- A Severed Head , regia di Dick Clement (1970)
- Sfida senza paura (Sometimes a Great Notion), regia di Paul Newman (1971)
- Un equilibrio delicato (A Delicate Balance), regia di Tony Richardson (1973)
- Touch Me Not, regia di Douglas Fithian (1974)
- Il giorno più lungo di Scotland Yard (Hennessy), regia di Don Sharp (1975)
- Il presagio (Omen), regia di Richard Donner (1976)
- Telefon, regia di Don Siegel (1977)
- Il tocco della medusa (The Medusa Touch), regia di Jack Gold (1978)
- Gli europei (The Europeans), regia di James Ivory (1979)
- Competition (The Competition), regia di Joel Oliansky (1980)
- Tribute - Serata d'onore (Tribute), regia di Bob Clark (1980)
- 1942: i 15 anni di Emma (Emma's War), regia di Clytie Jessop (1986)

### Televisione
- Armstrong Circle Theatre – serie TV, 1 episodio (1953)
- Kraft Television Theatre – serie TV, 5 episodi (1953-1957)
- Studio One – serie TV, 2 episodi (1954-1956)
- Robert Montgomery Presents – serie TV, 6 episodi (1954-1956)
- Playhouse 90 – serie TV, 2 episodi (1957-1958)
- The Tempest, regia di George Schaefer – film TV (1960)
- Art Carney Special – serie TV, 1 episodio (1961)
- The Farmer's Daughter, regia di Fielder Cook – film TV (1962)
- Theatre '62 – serie TV, 1 episodio (1962)
- Damn Yankees!, regia di Kirk Browning – film TV (1967)
- The Man Who Came to Dinner, regia di Buzz Kulik – film TV (1972)
- Play of the Month – serie TV, 2 episodi (1972-1977)
- And No One Could Save Her, regia di Kevin Billington – film TV (1973)
- Of Men and Women, regia di Robert Day e Roger Duchowny – film TV (1973)
- Los Angeles 5º distretto polizia (The Blue Knight), regia di Robert Butler – miniserie TV (1973)
- QB VII, regia di Tom Gries – miniserie TV (1974)
- Jennie, Lady Randolph Churchill (Jennie: Lady Randolph Churchill), regia di James Cellan Jones – miniserie TV (1974)
- La storia di Wanda (Hustling), regia di Joseph Sargent – film TV (1975)
- Una bambina difficile (A Girl Named Sooner), regia di Delbert Mann – film TV (1975)
- Lasciarsi (Breaking Up), regia di Delbert Mann – film TV (1978)
- Ruote (Arthur Hailey's Wheels), regia di Jerry London – miniserie TV (1978)
- Contesa fatale (Torn Between Two Lovers), regia di Delbert Mann – film TV (1979)
- Ike (Ike: The War Years), regia di Boris Sagal e Melville Shavelson – miniserie TV (1979)
- La spiaggia dei giorni felici (Haywire), regia di Michael Tuchner – miniserie TV (1980)
- Donne (The Women's Room), regia di Glenn Jordan – miniserie TV (1980)
- La lettera (The Letter), regia di John Erman – film TV (1982)
- I Do! I Do!, regia di Marge Champion e Terry Hughes – film TV (1982)
- The Gift of Love: A Christmas Story, regia di Delbert Mann – film TV (1983)
- Un buon amico (A Good Sport), regia di Lou Antonio – film TV (1984)
- La figlia di Mistral (Mistral's Daughter), regia di Kevin Connor – miniserie TV (1984)
- Six Centuries of Verse – serie TV, 1 episodio (1984)
- Lo specchietto retrovisore (Rearview Mirror), regia di Lou Antonio – film TV (1984)
- Nel regno delle fiabe (Shelley Duvall's Faerie Tale Theatre) – serie TV, episodio 4x02 (1985)
- La forza d'amare (Toughlove), regia di Glenn Jordan – film TV (1985)
- La stirpe del sangue (Of Pure Blood), regia di Joseph Sargent – film TV (1986)
- American Playhouse – serie TV, 1 episodio (1987)
- Quarto comandamento (Nutcracker: Money, Madness & Murder), regia di Paul Bogart – miniserie TV (1987)
- Screen Two – serie TV, 1 episodio (1987)
- Jesse, regia di Glenn Jordan – film TV (1988)
- Oltre il silenzio (Bridge to Silence), regia di Karen Arthur – film TV (1988)
- Il giro del mondo in 80 giorni (Around the World in 80 Days), regia di Buzz Kulik – miniserie TV (1989)
- Una vacanza nera (Dark Holiday), regia di Lou Antonio – film TV (1989)

## Riconoscimenti
- Premio Oscar
  - 1963 – Candidatura alla migliore attrice per I giorni del vino e delle rose
- BAFTA
  - 1964 – Candidatura alla migliore attrice protagonista straniera per I giorni del vino e delle rose
  - 1975 – Miglior attrice per Jennie, Lady Randolph Churchill
- Hollywood Walk of Fame
  - 1991 – Stella
- Tony Award
  - 1966 – Candidatura alla miglior attrice protagonista in un'opera teatrale per Wait Until Dark

## Doppiatrici italiane
Nelle versioni in italiano dei suoi film, Lee Remick è stata doppiata da:
- Maria Pia Di Meo in Fango sulle stelle, Il grande peccato, I giorni del vino e delle rose, Letti separati, Non si maltrattano così le signore, Inchiesta pericolosa, Il giorno più lungo di Scotland Yard, Ike
- Fiorella Betti in Operazione terrore, Un buon prezzo per morire, L'ultimo tentativo, Los Angeles 5º distretto polizia
- Vittoria Febbi in Telefon, Il tocco della medusa, Lo specchietto retrovisore
- Manuela Andrei in La figlia di Mistral, Quarto comandamento, Il giro del mondo in 80 giorni
- Rosetta Calavetta in Anatomia di un omicidio, La carovana dell'alleluia
- Livia Giampalmo in QB VII, Il presagio
- Rita Savagnone in La lunga estate calda
- Miranda Bonansea in Il re della prateria
- Melina Martello in Un equilibrio delicato
- Alba Cardilli in Lasciarsi
- Ada Maria Serra Zanetti in Ruote
- Daniela Gatti in La spiaggia dei giorni felici
- Aurora Cancian in 1942: i 15 anni di Emma
- Valeria Valeri in Oltre il silenzio